# Charactopygus radamae
Charactopygus radamae är en mångfotingart som först beskrevs av Henri Saussure och Leo Zehntner 1902.  Charactopygus radamae ingår i släktet Charactopygus och familjen Spirostreptidae. Inga underarter finns listade i Catalogue of Life.